# De l'amour et des restes humains
Pour plus de détails, voir Fiche technique et Distribution.
De l’amour et des restes humains (Love and Human Remains) est un film canadien de Denys Arcand produit en 1993 tourné en anglais : Love and Human Remains, adaptation de la pièce Unidentified Human Remains and The True Nature of Love de Brad Fraser

## Synopsis
Dans les années 1990, dans une ville canadienne, des jeunes gens dans la vingtaine cherchent amour et sens à leur vie. Un serveur gay, David, qui n’arrive pas à concrétiser son métier d’acteur, et Candy, l’ex-amante de David, une critique littéraire, fréquentent les discothèques. D’une génération pour qui le sexe est banalisé, en même temps qu’il est une forme d’exutoire à toutes les angoisses, ils vivent des relations troubles et vides avec des personnes étranges aux traits de personnalités excessifs. À proximité, rode un tueur en série. Et si c’était une de ces personnes ?

## Fiche technique
- Réalisation : Denys Arcand
- Production : Roger Frappier et David Sussman
- Scénario : Brad Fraser
- Cinématographie : Paul Sarossy
- Montage : Alain Baril
- Musique : John McCarthy
- Pays :  Canada
- Durée : 100 m.
- Date de sortie :
  -  France : mai 1993 au Festival de Cannes
- Classification :
  -  France : interdit aux moins de 12 ans[1]

## Distribution
'Légende' : Version Québécoise = VQ
- Thomas Gibson (VQ : Marc Messier) : David
- Ruth Marshall (VQ : Chantal Baril) : Candy
- Cameron Bancroft (VQ : Alain Zouvi) : Bernie
- Mia Kirshner (VQ : Sophie Léger) : Benita
- Joanne Vannicola (VQ : Linda Roy) : Jerri
- Mattew Ferguson (VQ : Mario Saint-Amand) : Kane
- Rick Roberts (VQ : François Godin) : Robert
- Aidan Devine (VQ : Marc Labrèche) : Sal (Aidan Devine lui-même)
- Robert Higden : L’éditeur
- Sylvain Morin : La drag queen
- Ben Watt : Le garçon autochtone
- Karen Young : La chanteuse
- Serge Houde : Le cowboy
- Alex Wilding : La première victime
- Polly Shannon : La seconde victime
- Annie Juneau : La troisième victime
- Maurice Podbrey : Le directeur du théâtre
- Geneviève Angers
- Josée Boisvert
- Aimée Castle : La vendeuse de drogue de Bernie (Aimée Castle elle-même)
- Rod Charlebois
- Ellen David : Ellen Cohen
- Andy Delisle
- Suzanne Desautels
- Maximilian Devree
- Charles S. Doucet
- Nathalie Goguen
- Kim Handysides
- Joan Heney
- Lisa Hull
- Barbara Jones
- Luc Leblanc
- John Lozano
- Gary McKeehan
- Michèle-Barbara Pelletier
- Maxim Roy
- Harry Standjofski

## Distinctions

### Récompense
- 1994 : Prix Génie du Meilleur scénario adapté à Brad Fraser

### Nominations
- 1994 : Prix Génie du Meilleur acteur dans un rôle de soutien à Matthew Ferguson (en)
- 1994 : Prix Génie de la Meilleure actrice dans un rôle de soutien à Mia Kirshner
- 1994 : Prix Génie de la Meilleure actrice dans un rôle de soutien à Joanne Vannicola